# Mentor Graphics
Pour les articles homonymes, voir Mentor.
Mentor Graphics est une entreprise  basée aux États-Unis qui a été un acteur majeur dans le domaine de la CAO électronique, sur un marché qu'elle a contribué à créer. Fondée en 1981, elle a son siège à Wilsonville (Oregon) et emploie 4 400 personnes. En 2017, elle est rachetée par Siemens.
Le titre était coté NASDAQ sous le code MENT.

## Histoire
Mentor Graphics a fait l'acquisition fin 2010 de la société CodeSourcery. CodeSourcery emploie de nombreux hackers contribuant au projet GNU GCC dans le cadre de leur activité salariale.
Le 14 novembre 2016, Siemens annonce le rachat de Mentor Graphics pour 4,5 milliards de dollars. L'achat est finalisé en mars 2017.